# 소셜멘토링 잇다
잇다는 대한민국의 레디앤스타트에서 2013년에 개발한 1:1 현직자 (직장인) 멘토링 서비스이다.

## 개요[1]
잇다는 청년의 사회진출을 돕는 것을 목표로 만들어진 기업 현직자 1:1 멘토링 서비스이다. 현직자의 경험을 바탕으로 직접 조언을 전달하는 것이 특징이다. 대기업, 중견/중소기업, 전문직, 공공기관, 비영리단체 등 다양한 분야에 재직 중인 사람들이 멘토로 활동하고 있다.
잇다의 멘토는 모두 실명 기반으로 활동한다. 멘토 회원은 소셜멘토링 잇다 서비스의 내부 심사를 거쳐 승인이 된다. 멘티 회원은 직무경험, 취직면접, 자기소개서, 유학, 자기계발, 창업분야의 고민에 대해 질문하고 답변을 받아볼 수 있다. 1:1 멘토링 사례를 재가공하여 콘텐츠를 제공하고 있다.